# Saint Laurent (Grenoble)
Saint Laurent - Bastille
Pour les articles homonymes, voir Saint-Laurent.
Saint Laurent - Bastille est le seul quartier sur la rive droite de l'Isère dans la ville de Grenoble. 
Ce quartier est divisé en deux parties, le quartier Saint Laurent, proprement dit, très ancien et situé en amont de la rivière, face à l'ancienne ville et l'ancien Parlement du Dauphiné (situé sur l'autre rive) et le quartier de la Bastille, plus récent et situé plus en aval qui comprend essentiellement le boulevard de l'esplanade et la route de Lyon.

## Présentation

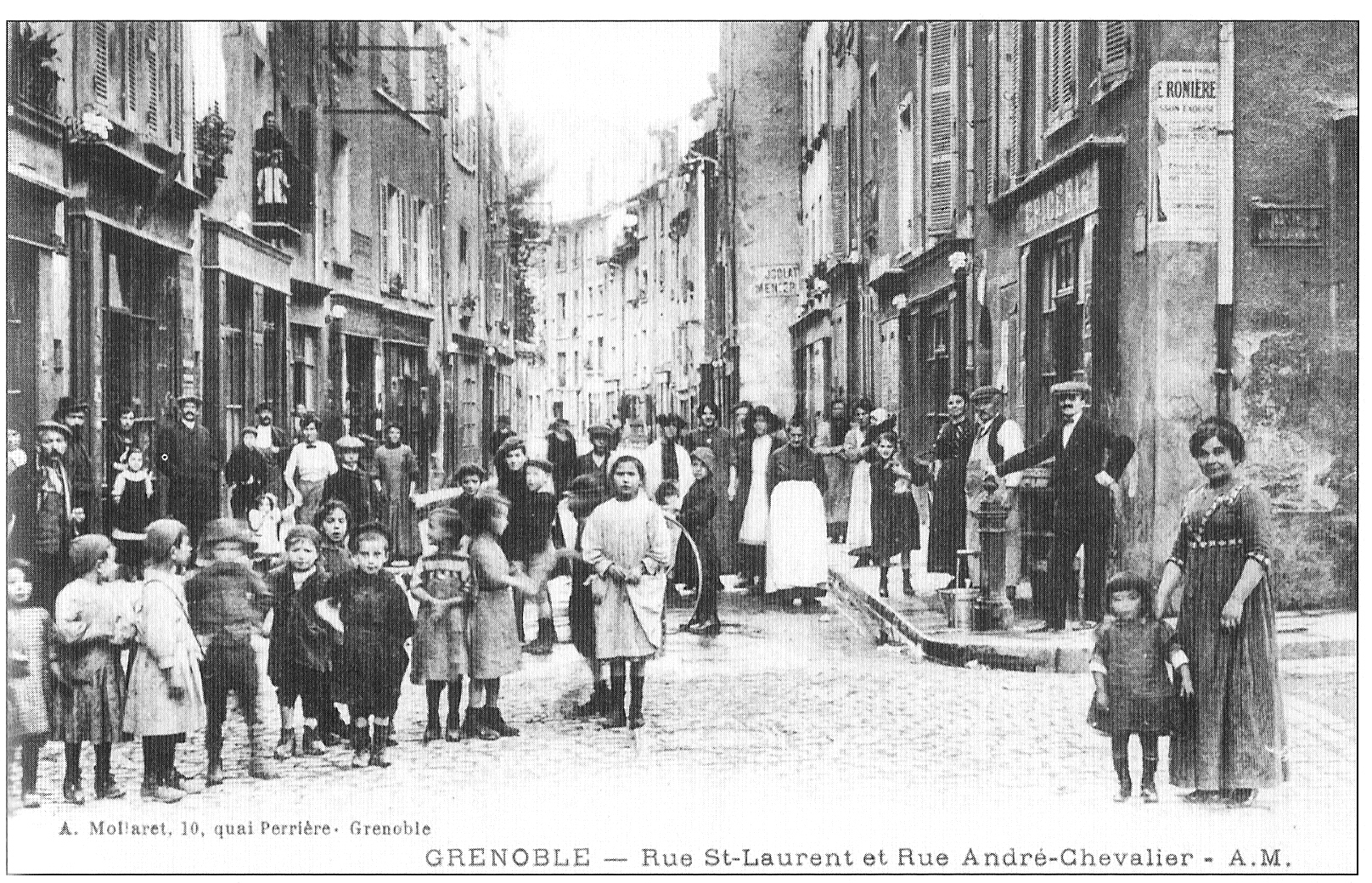
Rue Saint Laurent en 1925

Situé sur la rive droite de l'Isère, le quartier Saint Laurent est l'un des quartiers les plus anciens de la ville. Il est très chargé d'histoire, son urbanisme extrêmement dense en témoigne. Son origine remonte à l'époque gallo-romaine, au temps où Grenoble s'appelait encore Cularo. Un petit faubourg s'était alors développé sur la rive droite de l'Isère, au pied de la Bastille, mais en dehors de l'enceinte romaine située sur la rive gauche. Aujourd'hui, son animation commerciale est incontestée, galeries d'art, bars à thèmes, restaurants et pizzérias se suivent.

On est ici au cœur du quartier surnommé "la petite Corato", en raison du grand nombre de familles originaires d'Italie et plus particulièrement des Pouilles.

## Histoire

### Moyen Âge
La rive droite de l'Isère voit le développement d'un complexe religieux et funéraire entre le IVe et le IXe siècle sur le site de l'actuel musée archéologique. Au VIe siècle, un oratoire dédié à saint Oyand fut construit. Cette chapelle devint ensuite souterraine à la suite de nouvelles édifications et fut connue sous le nom impropre de Crypte Saint-Laurent, par extension du patronage de l'église supérieure. Sur ses ruines est fondé un nouveau monastère en 1012.
Dès 1100, le monastère Saint Laurent devient une église paroissiale. La création du faubourg semble donc remonter à cette époque. Le bâti évolue et se transforme selon les usages et les besoins.

### XVIesiècle
C'est au 97 de rue Saint-Laurent que s'installe à partir de 1506, l'Hôtel de la monnaie. Il restera en fonction jusqu'en 1732 malgré une période entre 1677 et 1702 au cours de laquelle il ne fabriqua plus de pièces. Louis XIV rétablit la fabrication de monnaie à Grenoble, mais l'immeuble étant devenu trop petit, les consuls décident d'ouvrir un nouvel Hôtel des monnaies au 1 rue des Vieux Jésuites (actuelle rue Jean-Jacques Rousseau).

### XVIIesiècle

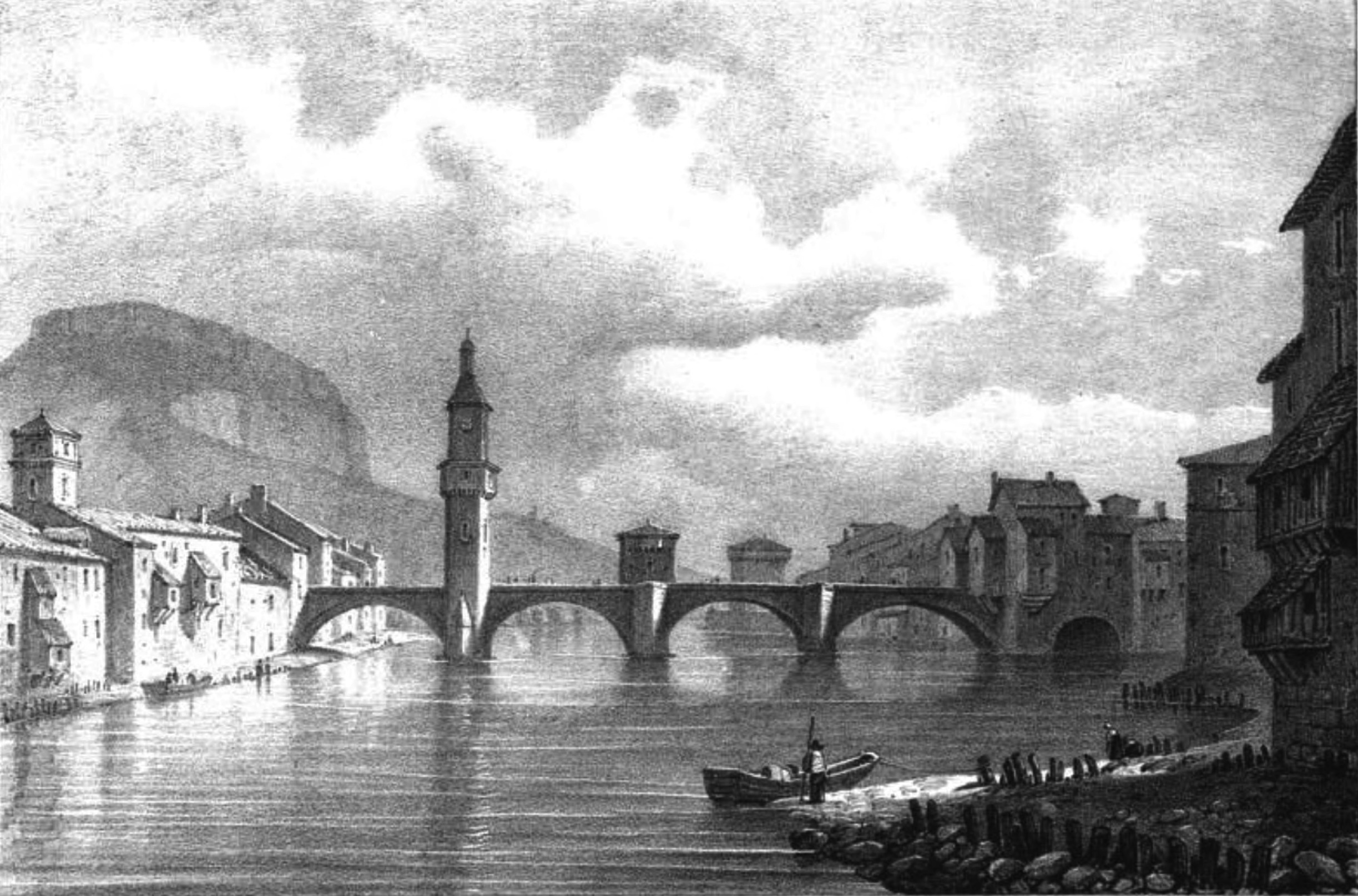
Grenoble avant l'inondation du 1651, dessinée par Alexandre Debelle (1805-1897). Saint-Laurent est à gauche de la photo, sur la rive droite de l'Isère.

La population s'accroît et les activités artisanales se développent. Peignage et tissage de chanvre, mégisserie, ganterie, fabrication de cartes à jouer.
L'essentiel du bâti du quartier Saint Laurent, conservé aujourd'hui, date de la fin du XVIIe siècle.

### XVIIIesiècle
Il y a peu d'évolution. On note cependant l'utilisation du 17 rue Saint Laurent comme caserne, comme d'autres immeubles de la rue. La majorité des activités artisanales disparait. Seule la ganterie se détache et s'impose progressivement, passant de l'artisanat à la manufacture en ateliers. L'entreprise "Xavier Jouvin" compte 470 ouvriers.
Le philosophe Jean-Jacques Rousseau demeure du 11 juillet au 12 août 1768 dans la rue Saint-Laurent, chez son ami l'avocat Gaspard Bovier, et utilise par discrétion le pseudonyme de Renou. Le 13 septembre 1776, un drame frappe le quartier avec l'effondrement de la maison des Frères des écoles chrétiennes située rue Saint-Laurent et faisant 17 morts.

### XIXesiècle
L'époque de l'industrialisation grenobloise voit à Saint Laurent le déclin de la manufacture et le maintien de l'artisanat pour certaines tâches spécifiques. En 1860, il ne reste que la ganterie REY-JOUVIN (30 employés), les cartonnages JEAN-MARC (17 employés), les chaussures et galoches DUPUY (10 employés).

À la fin du siècle, les populations se déplacent vers les nouveaux quartiers industriels de l'ouest (Berriat, …)

### XXesiècle

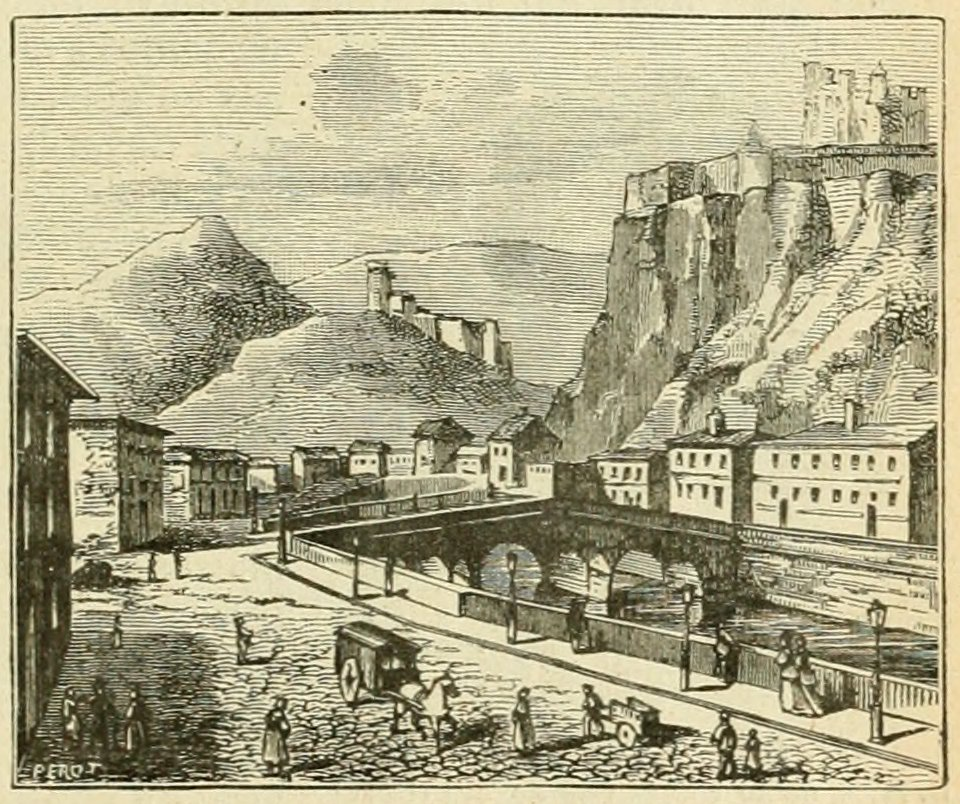
Représentation du quartier Saint-Laurent et de la Bastille (à droite) dans le manuel scolaire Le tour de la France par deux enfants de George Bruno, édition de 1904

La modification de la structure de la propriété des immeubles évolue avec l'apparition de la copropriété qui va rendre plus difficile la gestion et l'entretien des immeubles.
Pour protéger les habitants des inondations, la construction des quais le long de l'Isère, assortie d'une obligation de construction d'immeubles de quatre à cinq étages en front de quai, au détriment des immeubles de la rue, crée des cours étroites, humides et sombres, participant ainsi à la dégradation de l'ancien bâti.
Lors des Jeux olympiques d'hiver de 1968, le quartier a été le lieu de passage de la flamme olympique le 6 février vers 15 heures, en provenance du massif de la Chartreuse et à destination du stade olympique de Grenoble.
Pour ce qui concerne la vie et la philosophie des habitants de ce magnifique quartier et de ses prolongements sur les deux rives durant cette période, l'Union de Quartier Rive Droite Saint-Laurent de Grenoble a réalisé avant que le quartier ne change un documentaire d'1 h 30 sous la direction de son président, Pierre Rostaing, de 2011 à 2013 [cf. siècle suivant] : "Grenoble, Little Italy". Deux extraits sur Youtube permettent d'entendre de grands témoins du XXe siècle, l'un sur la Rue Saint-Laurent, l'autre sur la Montée Chalemont. La Ville de Grenoble ayant racheté le film, il est désormais possible de le voir en streaming et en son intégralité.

### XXIesiècle
En 2012, la ville de Grenoble commence la restructuration de l'ensemble du quai de la rive droite en réduisant la circulation automobile sur une seule voie, afin de donner plus de place aux piétons, notamment au niveau de la place de la Cymaise. En janvier 2013, sur cette place, la fontaine au lion rappelant le combat de la ville contre ses deux rivières ainsi que la première officialisation de la ville, a été entièrement rénovée.

## Description

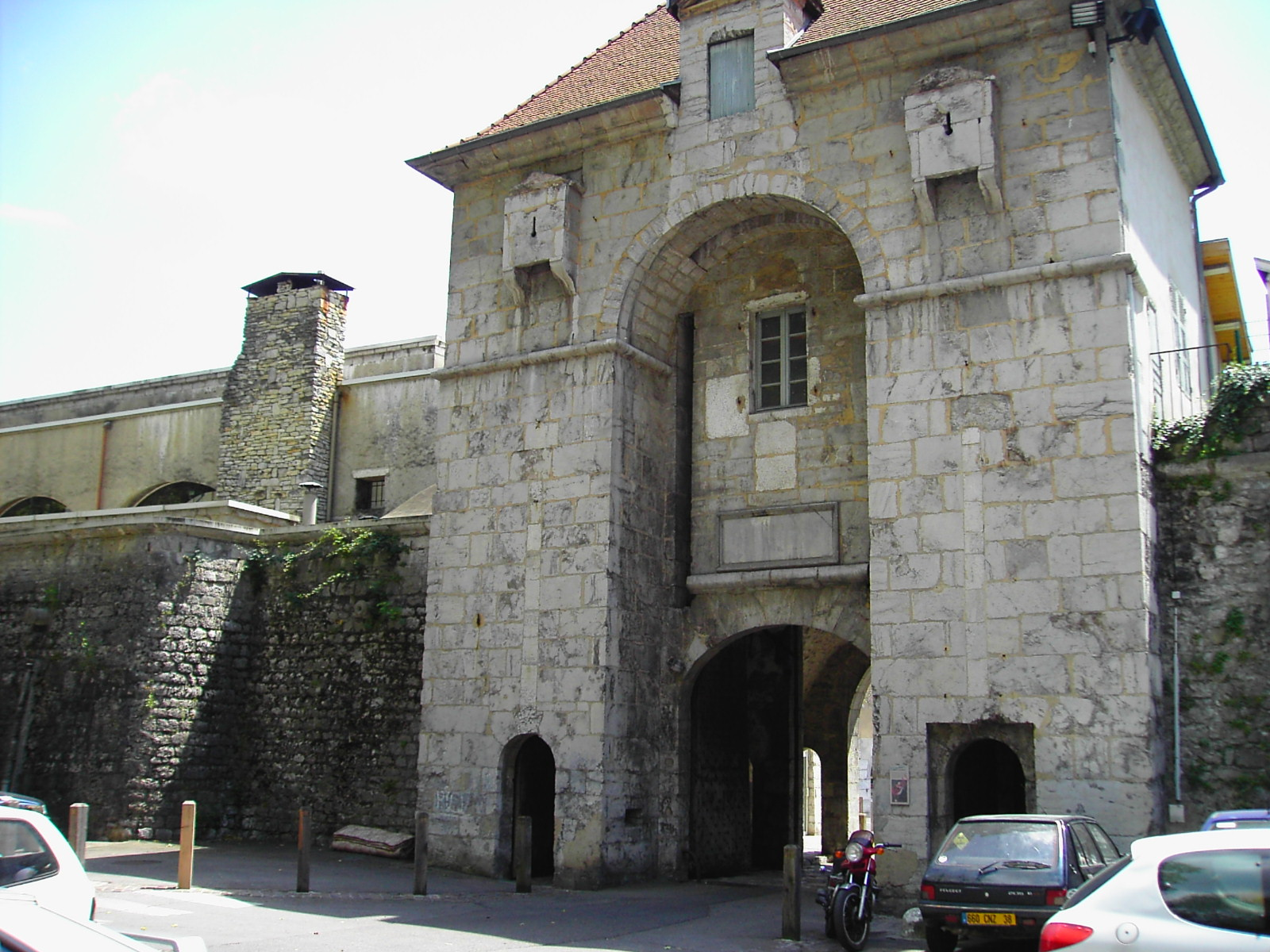
Porte Saint Laurent

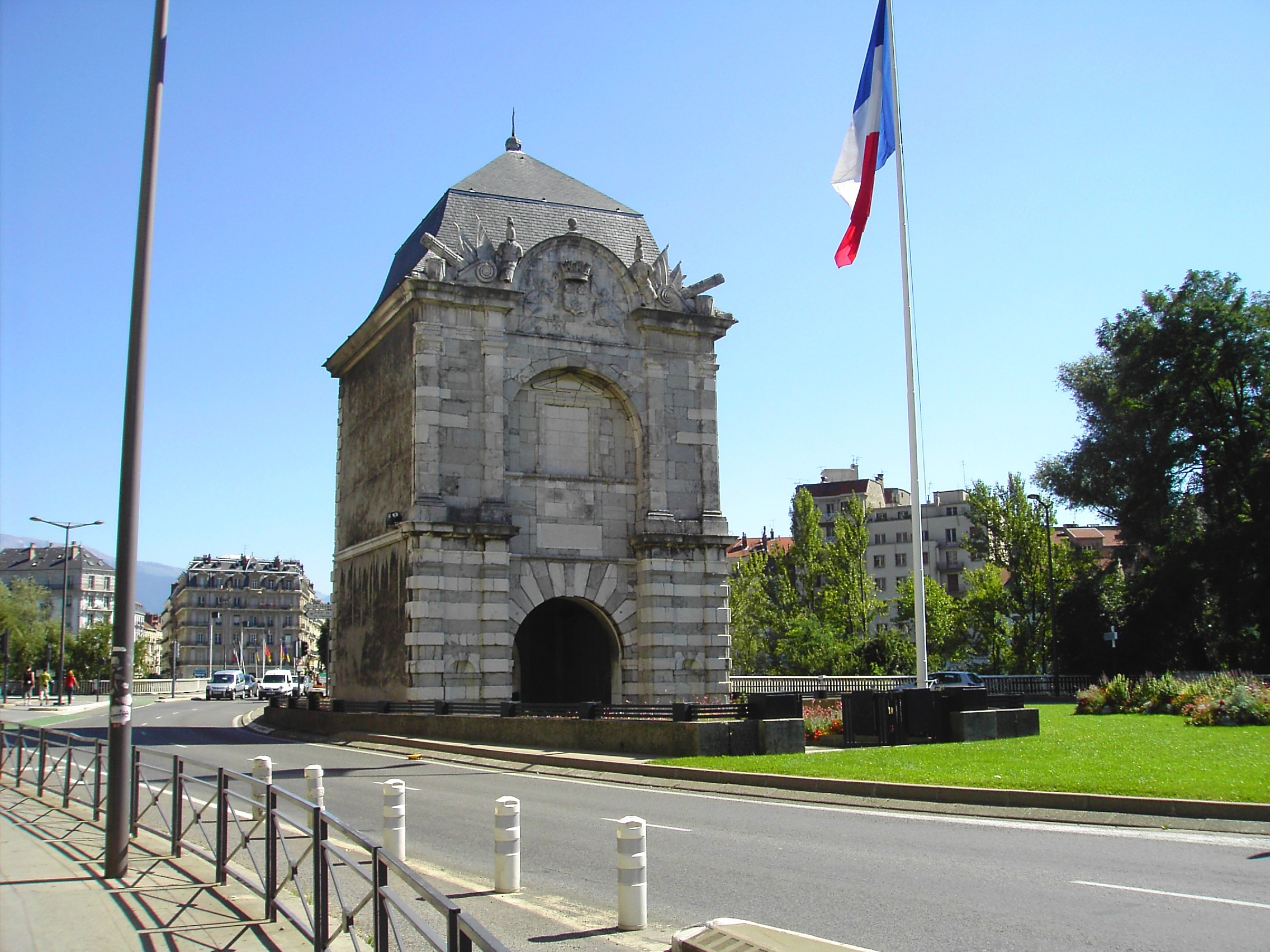
Porte de France

### Rue et Porte Saint-Laurent
Hormis le quai Xavier Jouvin, la principale rue qui jalonne ce quartier est la rue Saint Laurent.
Très étroite, longue d'environ 400 m, parallèle au quai Xavier Jouvin, elle démarre de la petite place de la Cymaise qui borde le quai et où trône la fontaine au lion et se termine en rejoignant le quai devant la Porte Saint-Laurent (1610) et le Musée archéologique Grenoble Saint-Laurent. Avec la Porte Saint-Laurent démarrent les fortifications de la Bastille, et l'un des deux chemins piétons permettant d'accéder au site le plus fréquenté de la ville, la Bastille. Jouxtant la Porte Saint Laurent, se trouve le CCSTI de Grenoble installé dans d'anciennes casemates et terminant ainsi la rue Saint Laurent.

### Place de la Cymaise et Montée de Chalemont
Sur la place de la Cymaise, démarre également la montée de Chalemont, ancienne voie romaine utilisée jusqu'en 1620 comme voie d'accès à la ville, elle est aujourd'hui transformée en un escalier permettant de gravir les 28 m de dénivelé pour accéder au Musée dauphinois.

C'est aussi à hauteur de la place de la Cymaise que le pont piétonnier Saint Laurent abouti. Pont aux câbles d'acier datant de 1909, il a succédé à d'autres ouvrages en bois bien plus anciens. Il était jusqu'au milieu du XVIIe siècle, le seul pont de Grenoble.

### Rue Maurice Gignoux
En poursuivant les quais, on trouve en passant sous un porche, la rue Maurice-Gignoux qui permet d'accéder au musée dauphinois et à la cité universitaire du Rabot. Cette rue est une des rares voies, ouvertes à la circulation des véhicules à moteur, à présenter une pente naturelle, située dans Grenoble (avec la route de Clémencières et le chemin de la Bastille).

### Secteur Bastille et Porte de France
À l'autre extrémité du quartier, côté ouest, à proximité du jardin des Dauphins, se trouve la deuxième porte des fortifications de Grenoble, la Porte de France (1620), devenue monument aux morts.
Situé plus à l'ouest et séparé de l'Isère par une voie routière, l'esplanade, à l'origine un simple mail bordé d'arbres devint au fil du temps une vaste esplanade accueillant des activités festives dont la fameuse Foire des Rameaux, organisée durant la période qui précède Pâques. 
La route de Lyon qui débute au pied de la Porte de France, correspond au tracé de l'ancienne route royale, ouverte par le duc de Lesdiguières en 1620 et qui devint ensuite la route nationale.

## Galerie photos

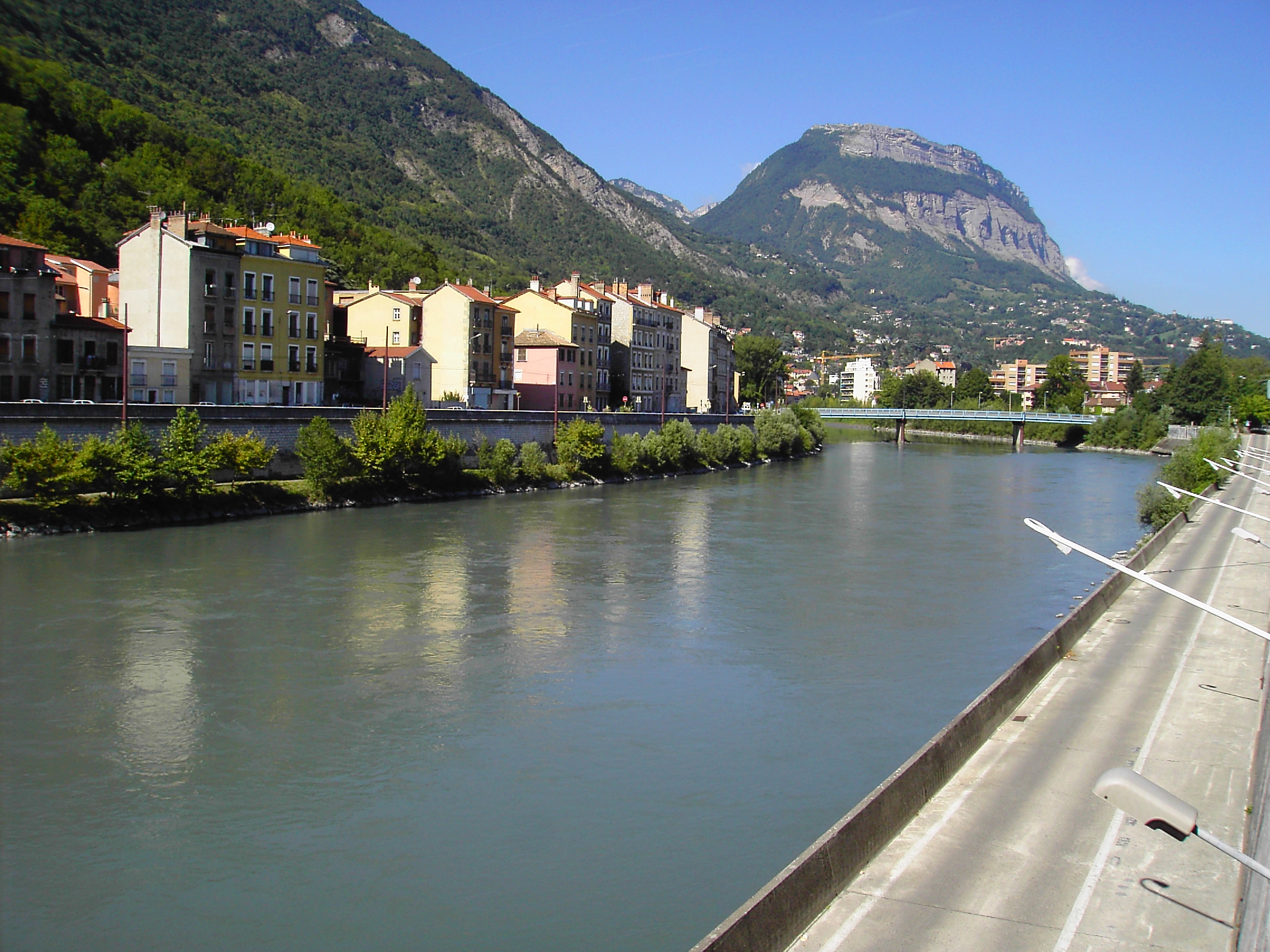
Quai Xavier Jouvin
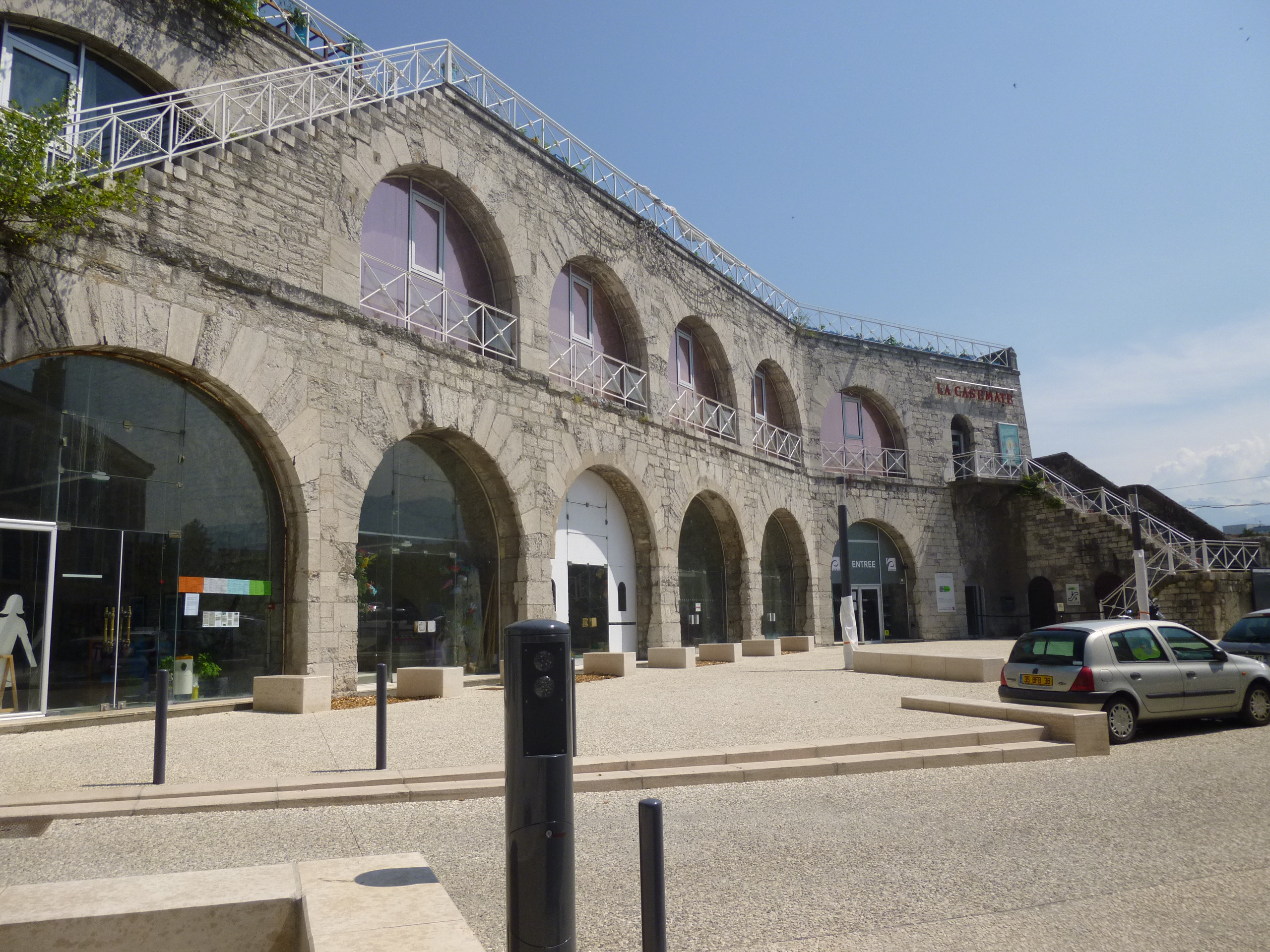
CCSTI de Grenoble
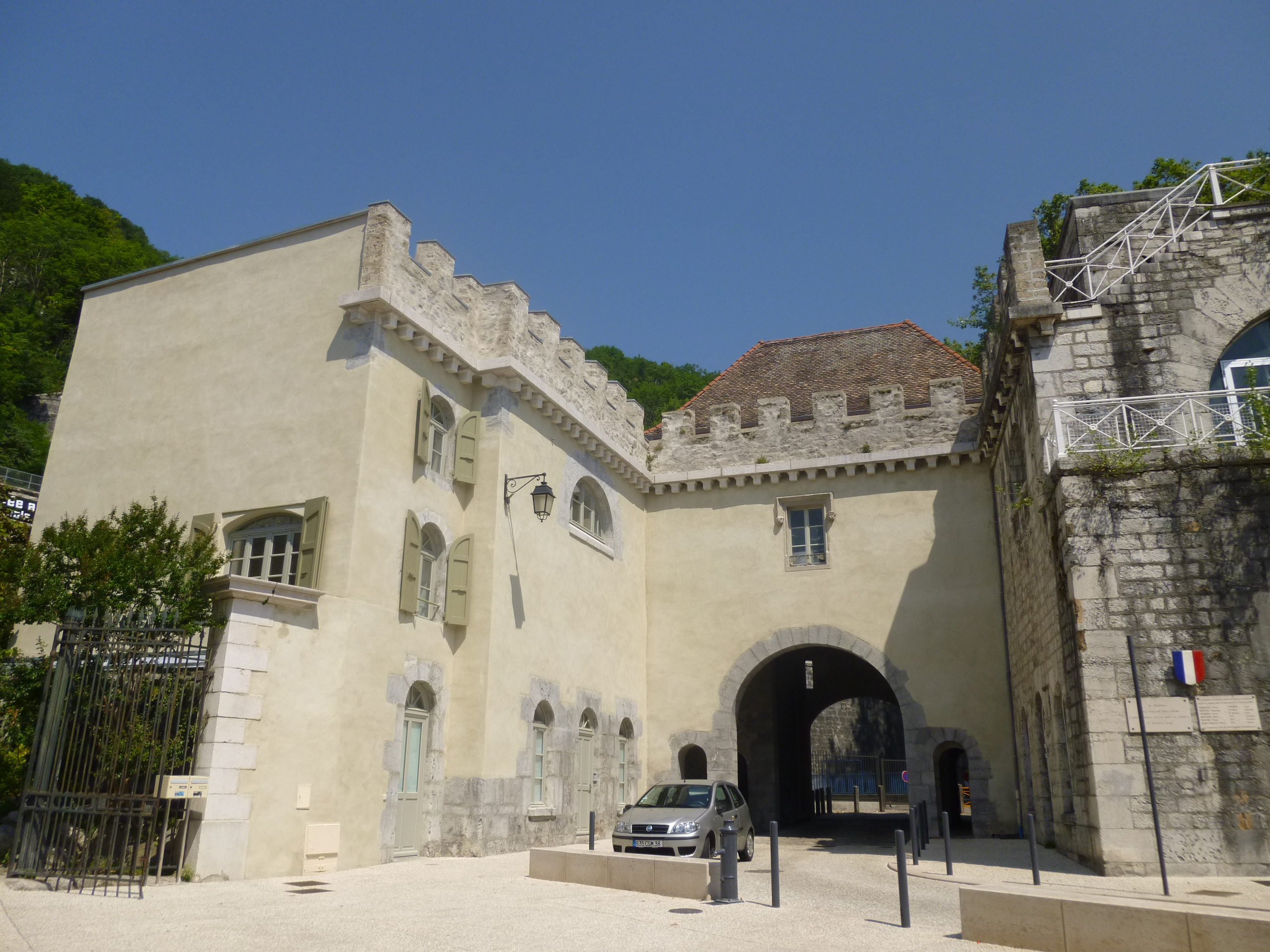
Porte Saint-Laurent
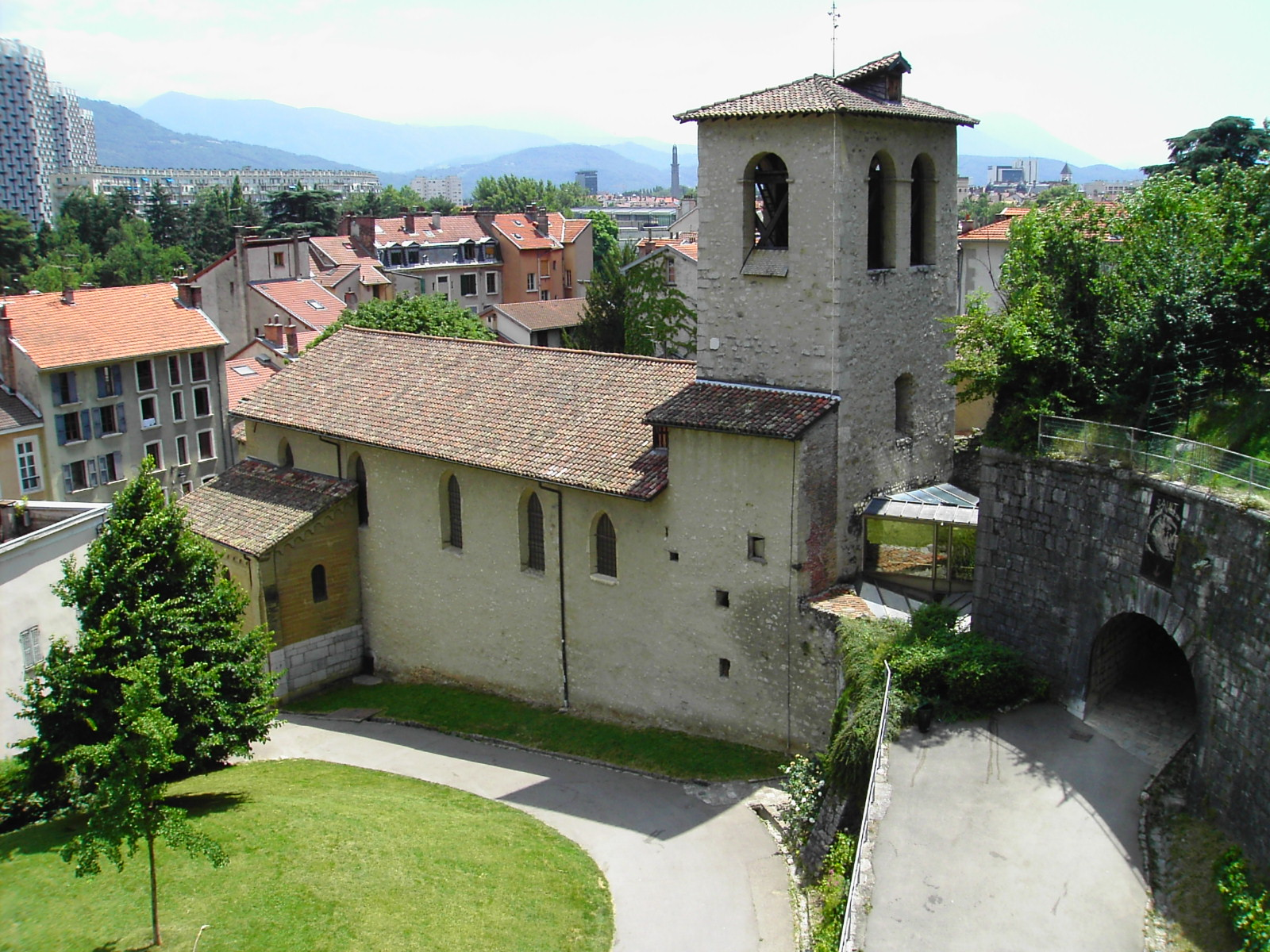
musée archéologique de Grenoble, église Saint-Laurent
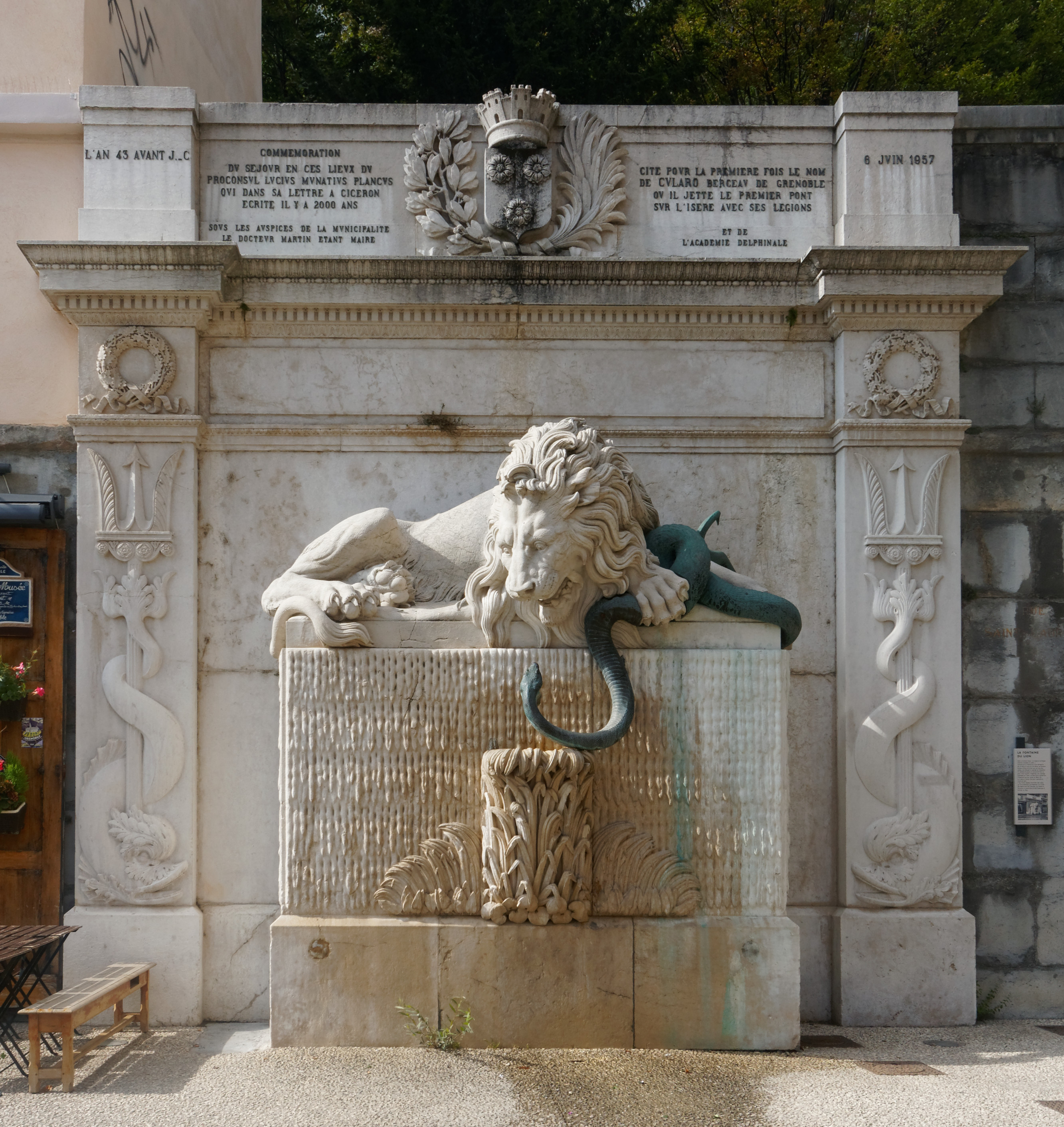
Fontaine au lion
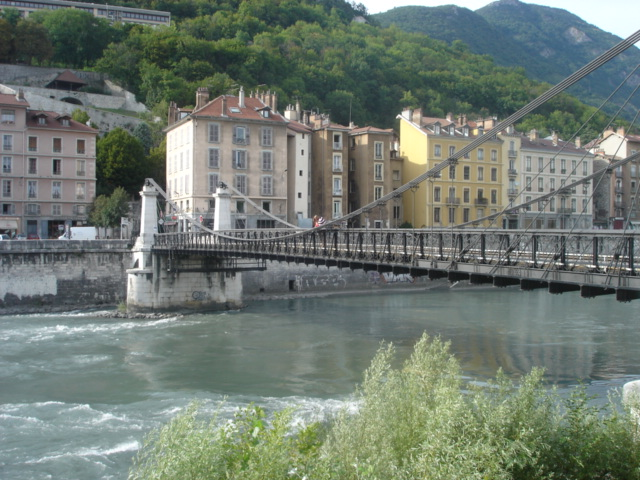
Passerelle Saint Laurent
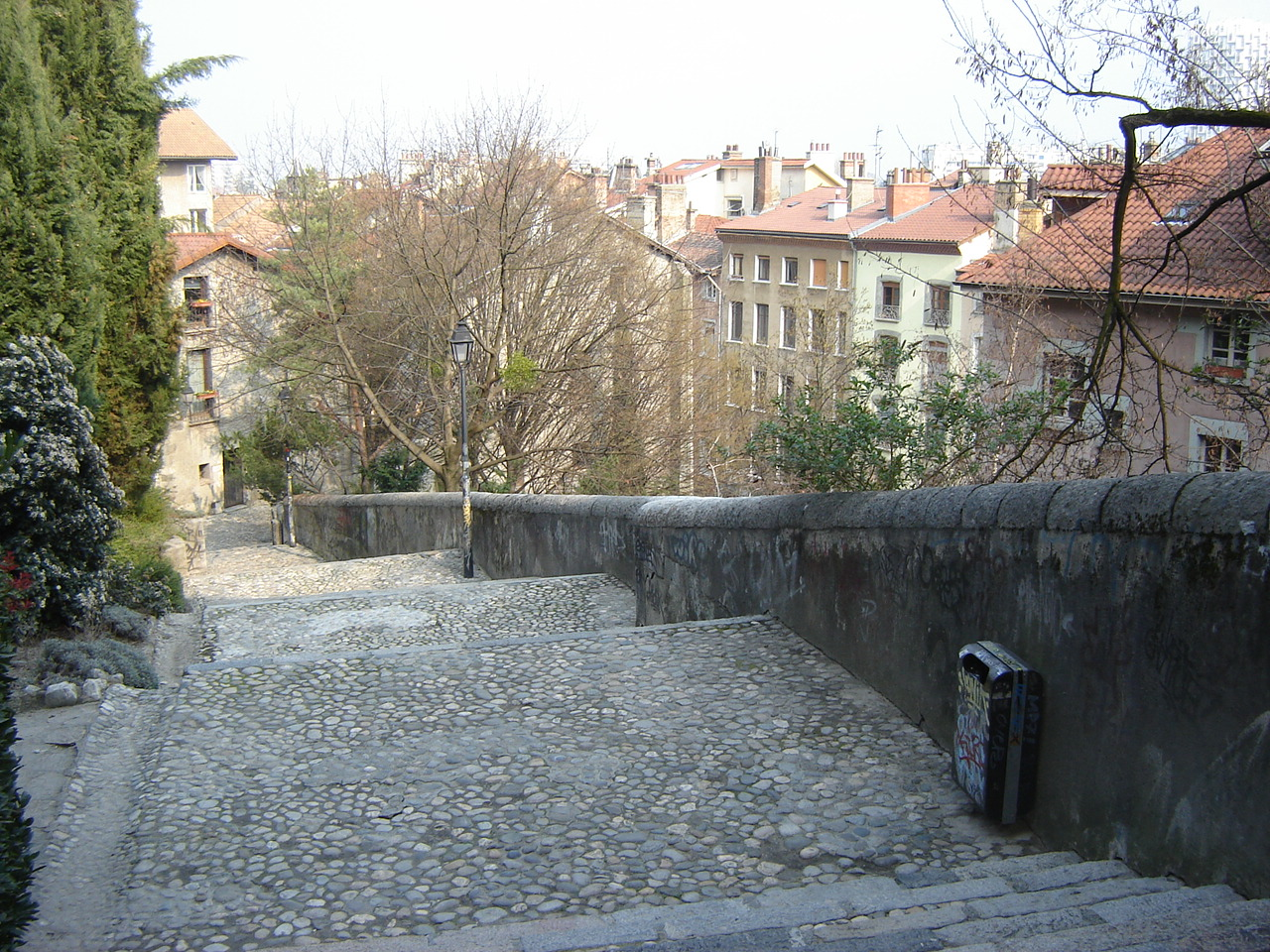
Montée de Chalemont
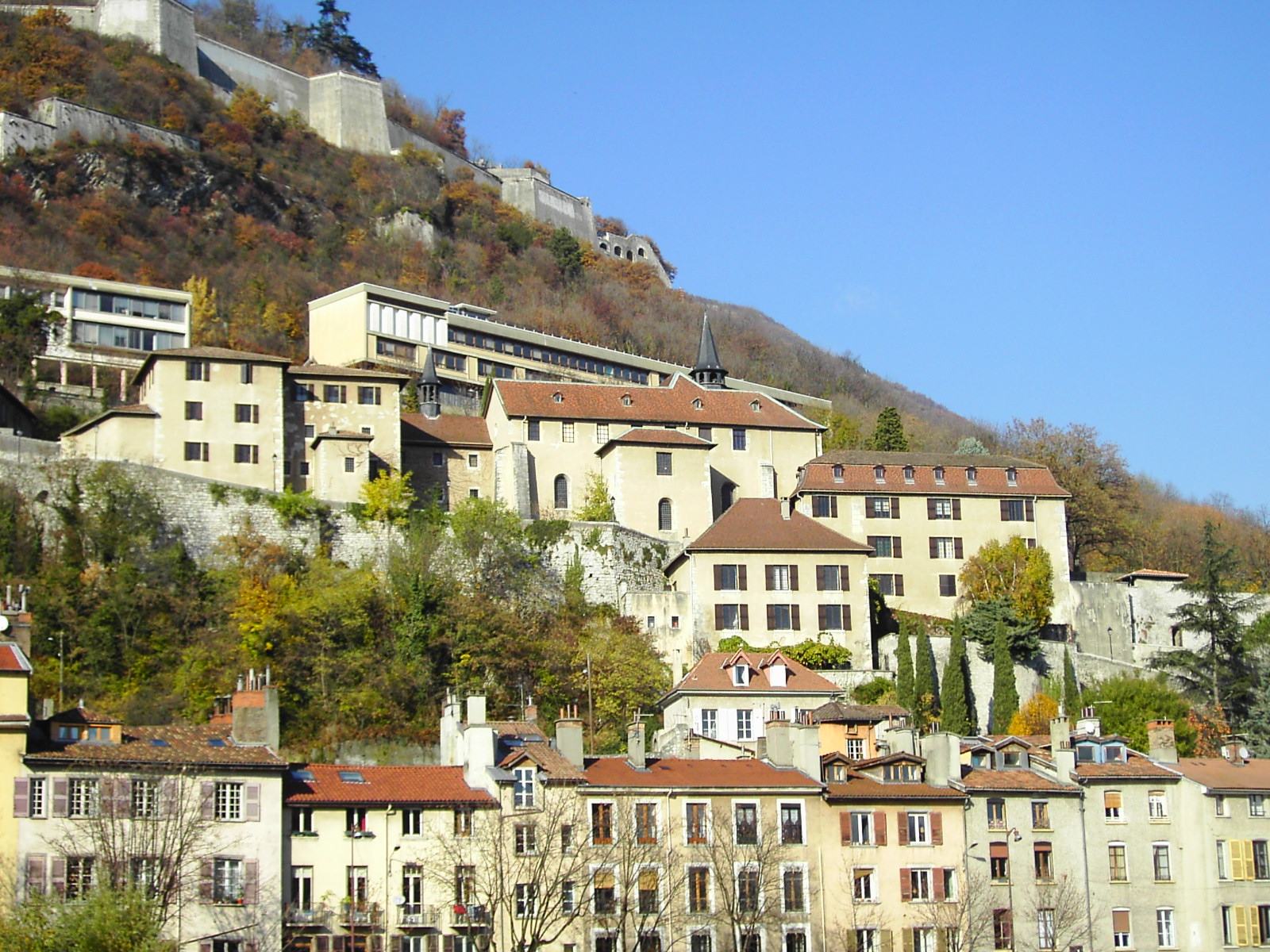
Musée dauphinois
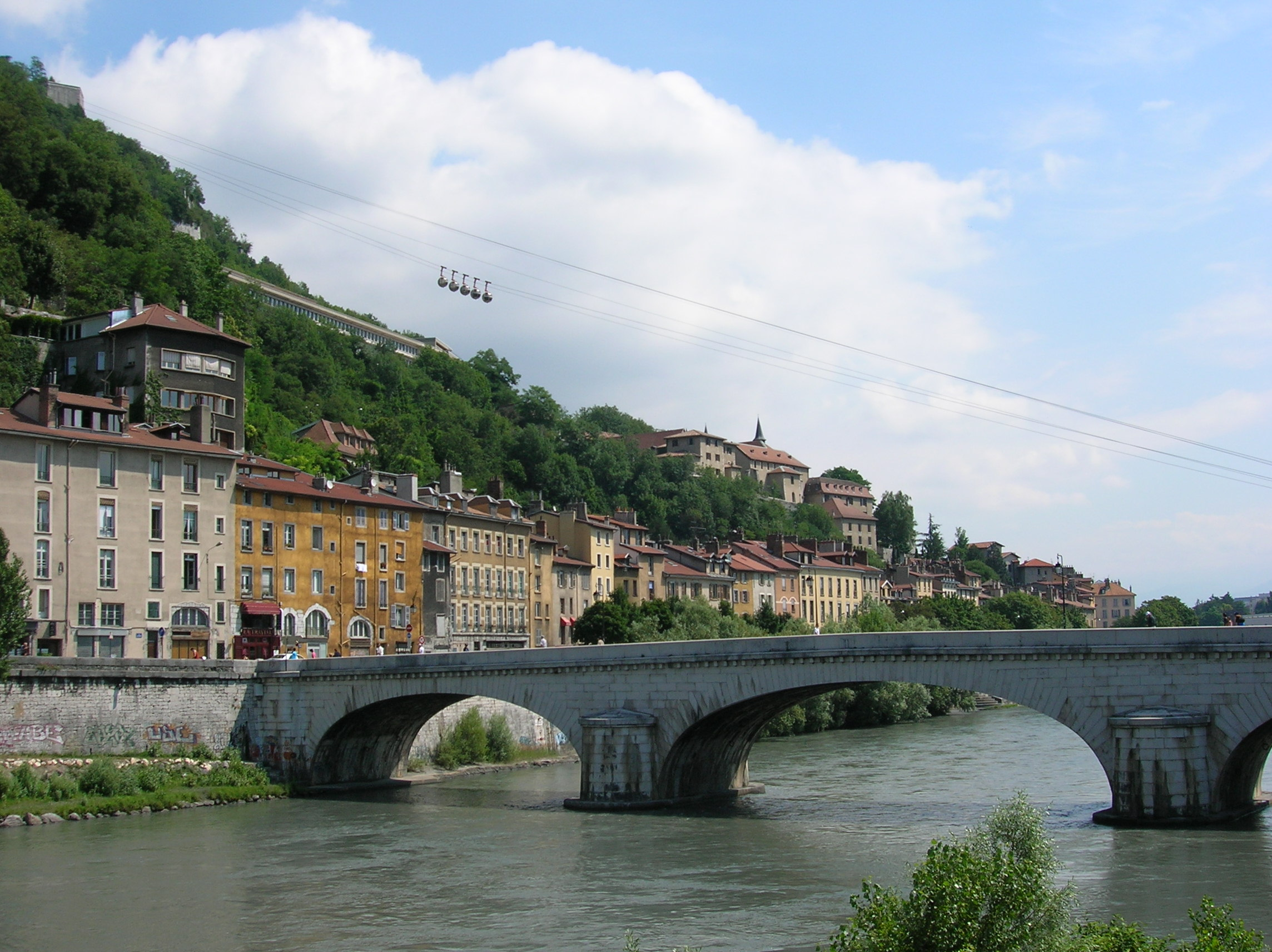
Pont Marius Gontard
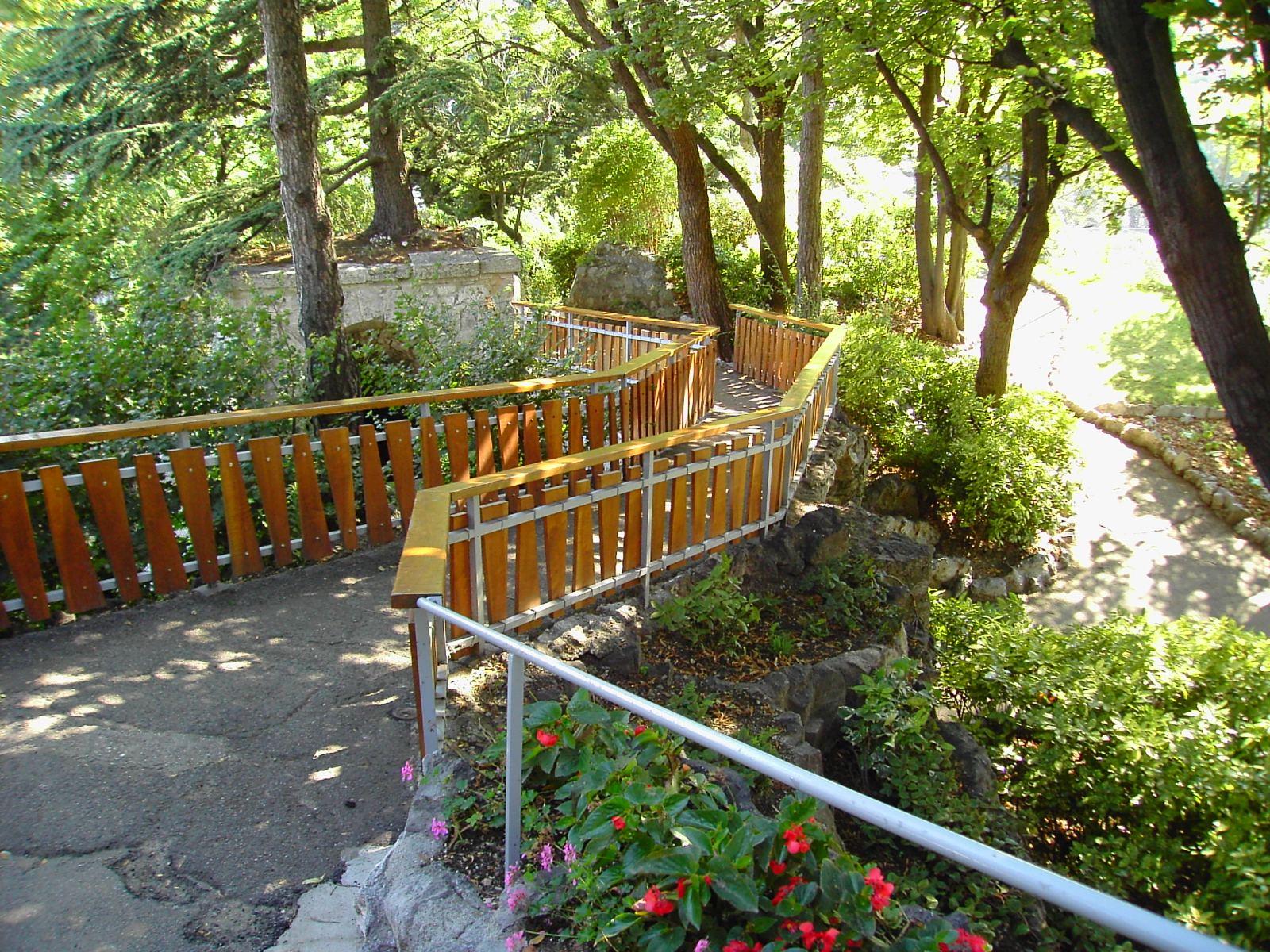
Jardin des Dauphins
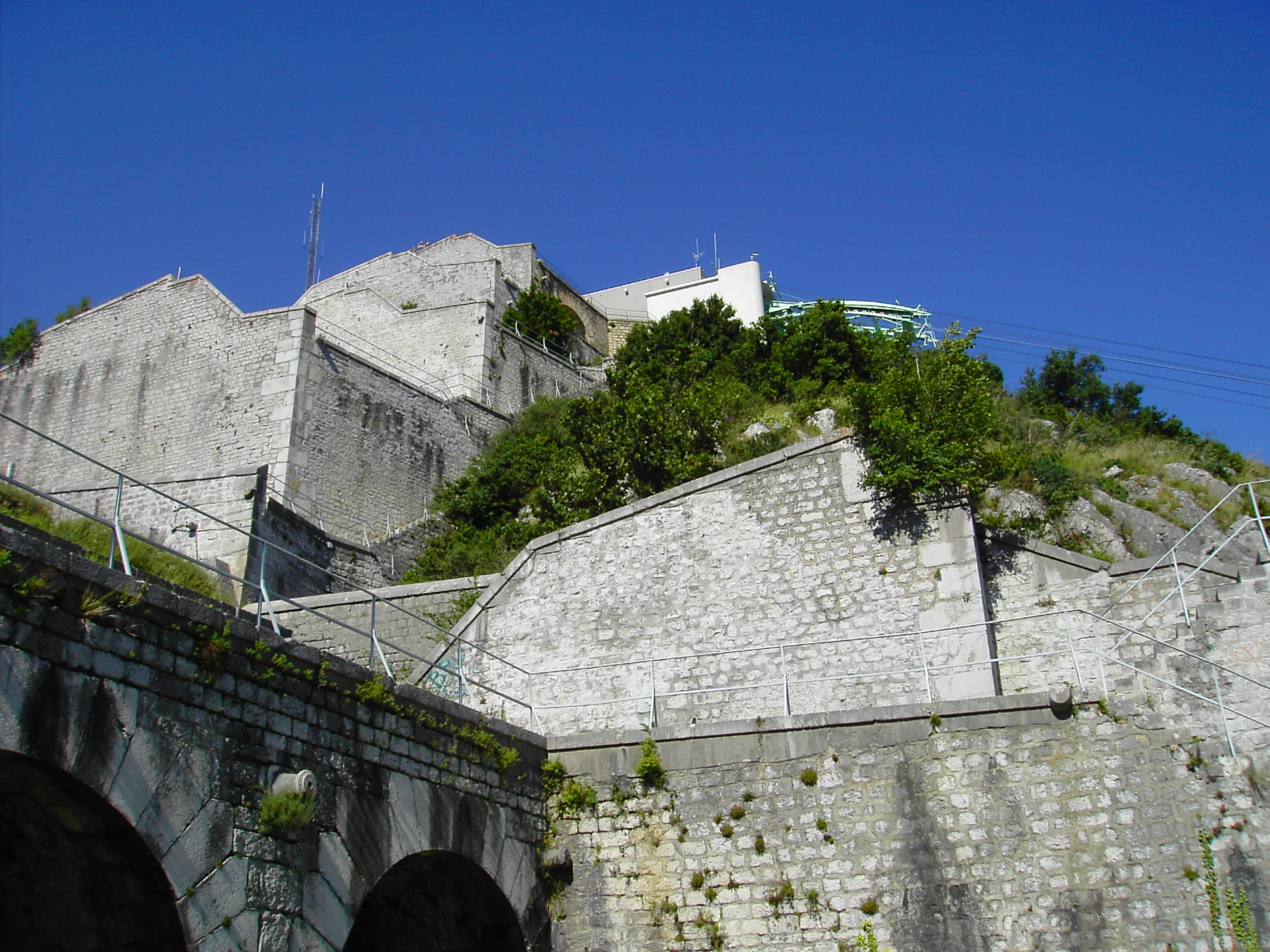
Fortifications de la Bastille
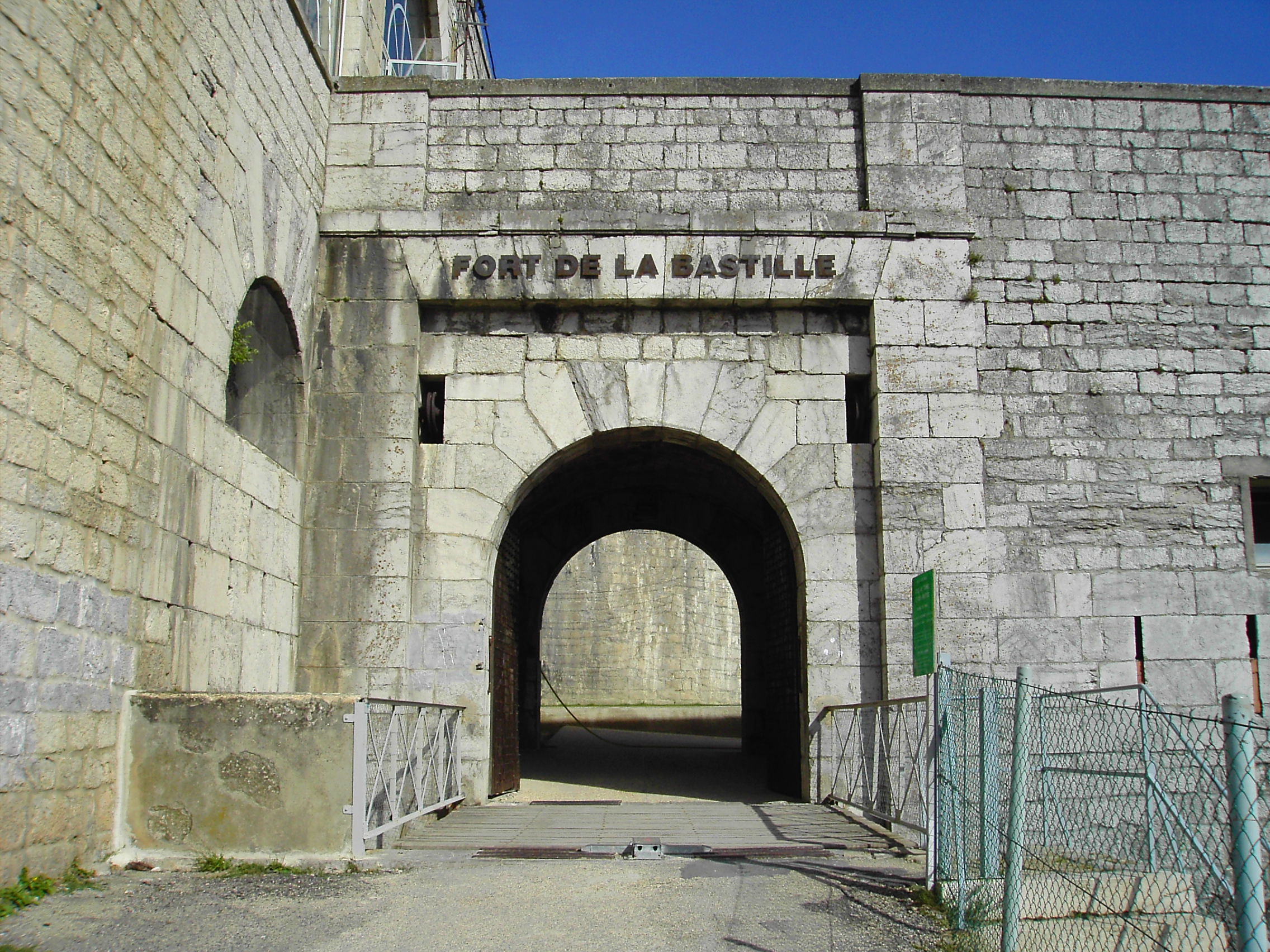
260 m plus haut, entrée du fort